# Барадла пећина
Барадла пећина (мађ. Baradla-barlang) је велики пећински систем у северној Мађарској. Као део крша Агтелек, простире се на више од 25,5 km (25,500 m) и укључује пећину Домица дугачку 5,3 km (3,3 mi). Значајан део пећине има различите боје и облике који пружају неупоредив спектакл декоративних сталактита.
Пећински систем је посећен и истражен вековима због својих чувених китњастих спелеотема. Природни улази у пећину отворени су од давнина, а има трагова неолитске окупације. Међутим, први писани помен пећине датира из 1549. године. Прво истраживање је 1794. спровео Јожеф Сартори. Године 1825. знало се да је дугачак само 18 km (11 mi). Овај део је прегледан 1802. године и објављена је прва карта. Године 1825. инжењер Имре Ваш истражио је пећину још 5 km (3,1 mi) дуж главне гране, правећи тачну мапу и опис. Његово дело, објављено на мађарском и немачком језику, објављено је 1831. године. Да би се олакшале посете пећинама, прве туристичке шетње постављене су 1806. Године 1890. успостављени су улази у Црвено језеро, а даља истраживања и проширења су вршена између 1927. и 1928. године.

## Опис
Пећина има природни улаз у Агтелеку, у подножју високе беле литице која гледа на ивицу села. Има зглобни, вијугави главни канал дужине 7 km (4,3 mi), са каменим тунелом, у просеку, 10 m (33 ft) широким и  7 to 8 m (23 to 26 ft)  високим са неколико џиновских пећина (од којих је једна довољно велика да прими 1.000 људи одједном, има неколико кратких рукаваца). кроз главни крак у време поплава највећи познати сталагмит на свету, висок 372 m (1.220 ft), налази се унутар пећинског система Барадла-Домица.
Преко 500 врста троглодита (пећинских животиња), укључујући 21 врсту слепих мишева налази се унутар пећинског система.

## Туризам и конзервација
Због својих спектакуларних пећинских структура и ретких сведочанстава о тропским и умереним утицајима на крашке пределе, Барадла и друге пећине Агтелек краша и Словачког крша проглашене су 1995. године Унескоовом светском баштином. Цео пећински систем и сливови, са оближњим мочварама Домикавал од међународног значаја били су под заштитом од 2001. године. Национални парк Агтелек је привлачна атракција током целе године, популарна међу посетиоцима, који могу да бирају између неколико пешачких стаза.